# Famille Tisza
Tisza de Borosjenő (en hongrois : borosjenői Tisza et borosjenői és szegedi gróf Tisza) est le patronyme d'une ancienne famille de la noblesse hongroise.

## Origines
La famille Tisza remonte au XVIIe siècle. Elle donna notamment à la Hongrie deux premiers ministres. Elle est élevée au rang de comte en 1883 et ajoute alors à son nom celui du domaine de Szeged. Les descendants de la famille vivent actuellement en Hongrie, en Transylvanie, en Suisse et aux États-Unis.

## Membres notables
- Lajos Tisza (hu) (1798–1856), parlementaire, alispán puis főispán du comté de Bihar. Père des suivants.
  - comte Lajos Tisza (en) (1832–1898), homme politique austro-hongrois, il fut plusieurs fois ministre. Frère du suivant.
  - Kálmán Tisza (1830–1902), premier ministre de Hongrie (1875–1890), membre de l'Académie hongroise des sciences.
    - comte István Tisza (1861–1918), premier ministre de Hongrie (1903–1905 ; 1913–1917). Fils du précédent.